# Mount Chudalup
Mount Chudalup är ett berg i Australien. Det ligger i regionen Manjimup och delstaten Western Australia, omkring 310 kilometer söder om delstatshuvudstaden Perth. Toppen på Mount Chudalup är 165 meter över havet, eller 1 meter över den omgivande terrängen. Bredden vid basen är 0,09 km.
Trakten är glest befolkad. Närmaste större samhälle är Northcliffe, omkring 15 kilometer norr om Mount Chudalup.
I omgivningarna runt Mount Chudalup växer i huvudsak städsegrön lövskog. Genomsnittlig årsnederbörd är 1 208 millimeter. Den regnigaste månaden är maj, med i genomsnitt 210 mm nederbörd, och den torraste är februari, med 16 mm nederbörd.